# Brook Benton
Benjamin Franklin Peay (Camden, Carolina do Sul, 19 de setembro de 1931 — Nova Iorque, 9 de abril de 1988) foi um cantor e compositor norte-americano de rock and roll e música pop, conhecido pelo nome artístico Brook Benton.
Aos 17 anos, Benjamin foi para Nova Iorque, onde integrou vários grupos de gospel, chegando a lead dos The Sandmen. Ele ganhava bem, escrevendo canções para artistas como Nat King Cole, Clyde McPhatter e Roy Hamilton, mas foi apenas em 1959 que ele começou a ser famoso: a sua canção "It's Just a Matter of Time" chegou ao terceiro lugar no Billboard Hot 100. Mas o seu maior "hit", recriado por muitos cantores, foi a balada "Rainy Night in Georgia", lançada em 1970.